# Pugachyov
Pugachyov (em russo: Пугачёв; pronúncia russa: [pʊgɐˈʨof]) é uma cidade localizada em Oblast de Saratov, Rússia.